# Шеркат-е Кешлак-е Магар
Шеркат-е Кешлак-е Магар (перс. شركت قشلاق مهر) — село в Ірані, у дегестані Гакімабад, в Центральному бахші, шахрестані Зарандіє остану Марказі. За даними перепису 2006 року, його населення становило 11 осіб, що проживали у складі 4 сімей.